# 沈栄津
沈 栄津（しん えいしん、シェン・ロンチン、繁体字中国語: 沈榮津、1951年7月27日 - ）は中華民国（台湾）台南市出身の経済官僚、政治家。行政院副院長、経済部長などを歴任した。新型コロナウイルス感染症の流行では担当閣僚としてマスクの国内増産を短期間で実現し、台湾国内でのマスク不足の早期解消に貢献した。2020年6月より高雄市長補選出馬に伴い離職した陳其邁に代わり行政院副院長（副首相）に就任。

## 人物
1951年、台南県の農家の子として出生。識字ができなかった両親に代わり兄の栄華が自分の名から1文字を拝借し、五行思想の辞典から水属性の津を選んで命名した。

### 学歴
- 台南県立新営国小（1963卒）[3]
- 省立台南高級工業職業学校（中国語版）（台南工校）[4]
- 省立台北工業専科学校（台北工専、現・国立台北科技大学）[1]
  - 国立台北科技大学「商業自動化・管理」碩士（修士に相当）[1]

## 経歴
台南工校卒業後、医療機関での電気工事に従事。のちに昼間は台北工専の実験室に通学しながら夜間に就業するようになった。在学中は実験室と屋上の間にある踊場に住み込んで節約していた。農家出身だけあって手足を動かすことを厭わず、経済部工業局副局長時代には1日で15社の企業を視察し、「台湾牛」と呼ばれていた。経済部が管轄する元国有企業中国鋼鉄董事（取締役）や、国家中山科学研究院董事なども歴任している。

## 中華民国経済部
経済部工業局
- 科長、副組長、組長（1993年3月 - 2004年8月）[6]
- 副局長（2004年8月 - 2006年3月）[6]
- 副局長（2006年9月 - 2008年7月）[6]
- 局長（2012年6月 - 2014年2月）[6]

経済部加工出口区管理処
- 処長（2010年5月 - 2012年6月）[6]

経済部
- 主任秘書（2006年3月 - 2006年9月）[6]
- 参事兼中部弁公室（中国語版）主任（2008年7月 - 2010年5月）[6]
- 常務次長（2014年2月 - 2016年5月）[6]
- 政務次長（2016年5月 - 2017年9月）[6]

### 経済部部長
2017年8月15日に全土で発生した停電事故（815全台大停電）に伴い引責辞任した李世光の代理として閣僚となった。その後頼清徳内閣で正式な部長に就任。総統の蔡英文に全土の電力需給バランスを把握し、電力供給を正常化させるように要求されたが、沈は「1週間時間を下さい」と答えた。他の閣僚にも「通常は1月かかる」と疑問視される中で、沈は7日間でそれを実現し、蔡英文に「栄津の辞書には『放棄』の文字はない」と言わしめた。
沈の前までは直近の歴代5代の元経済部長はいずれも北米の大学で修士号や博士号をもつエリート層だったが、沈は現場職からの叩き上げであり、副総統の陳其邁は「彼ら（エリート大臣）が紅酒（赤ワイン，舶來酒）なら、沈は米酒(地元酒)だ」と評した。短期間でのマスク増産に成功すると、行政院長の蘇貞昌も全閣僚が揃った閣議で衛生福利部部長陳時中とともに経済部長の沈を絶賛し、「ここ30年では（国有製鉄メーカー中国鋼鉄設立に貢献した第15代部長）趙耀東以降で最良の部長」と評した。
蔡英文政権が掲げる脱原発政策や新南向政策のキーマンでもある。

#### COVID-19流行

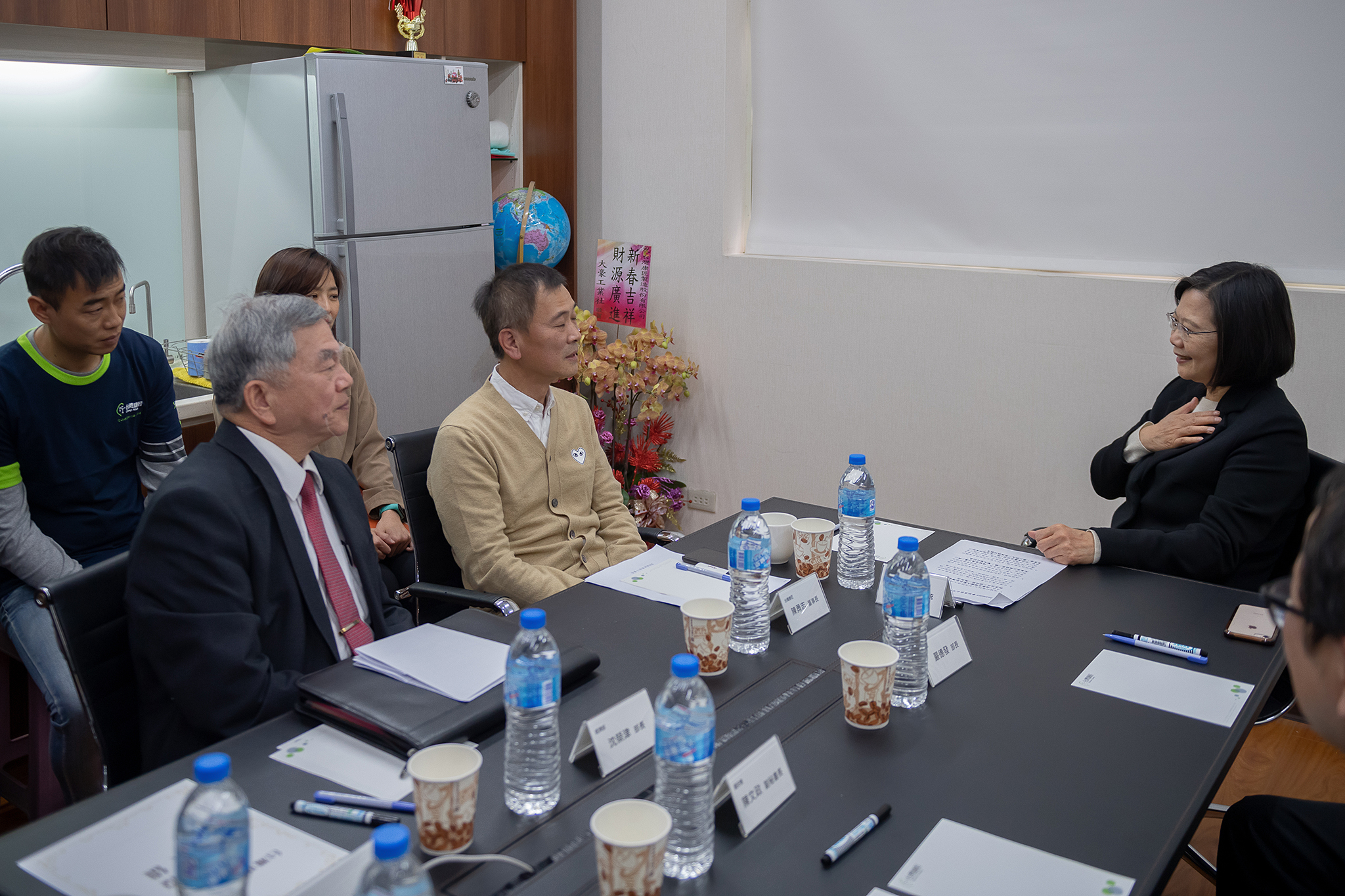
休日返上で増産に取り組む工場を視察した沈と蔡英文（2020年2月5日）

政府が中央流行疫情指揮中心をレベル2に昇格させた翌日の2020年1月24日は旧正月の除夕だったが、行政院副院長の陳其邁は沈に電話をかけ、政府が保有するマスクの在庫が連休中に尽きる恐れがあることを伝えると、
沈は即座にマスクメーカーに連休中の残業体制が可能か打診。また、製造装置の確保のために工作機械メーカー各社を招集した。
1月下旬の旧正月増産体制に着手、「今日やらなければ明日はない（現在就做，沒有明天）」と現場を鼓舞し、生産能力は新型コロナ流行前の1日188万枚から1,000万枚へと大幅に増加させることとなった。
通常は数ヶ月かかるとされていた生産ライン60ヶ所の増設を25日で完成させるという任務を達成し、蔡英文も自身の公式Twitterでの日本語ツイートでキーマンの1人として沈を含めて台湾の国際貢献をアピールしている。
これには沈自身が製造ライン構築や工場のオートメーションを専門としていたことや、日頃から築いていた中小企業を含む産業界とのパイプが功を奏した。製造装置は政府予算で各メーカーに分配し、生産量の一定割合（1ライン500万枚中120万枚）を政府が相場より高く買い上げることで必要量を確保。収束後の製造装置については輸出しないという条件で、各メーカーに無償譲渡され、稼働を続けるか国内で転売するかについては各社の裁量に任せている。
当初は輸出制限を敷き、かつ国内需要確保に躍起だったため、日本の小売り各社からの打診も断っていたが、4月中に日産1,300万枚まで増強したことで、日米欧などの友好国への支援も可能となった。
また、デマにより市中でトイレットペーパーの買い占めが危惧されると、予告なしに市街のコンビニやスーパーに出向き、在庫に問題ないことを発信している。
1日12時間以上働き、工場で視察を受けた業界団体のメンバーは「時には不眠不休だった」とも証言し、マスク増産に一区切りがついた3月には蔡英文が生産に関わった人々に謝意を表そうとしたため、不在だった沈にいつものように電話をするつもりだった行政院長の蘇貞昌は「前夜は日を跨いだ深夜1時に帰宅したのを思い出して電話するのをやめた」と述べた。そして蔡は「有史以来産業界から最も支持される経済部長」と沈を称えた。この期間の動向を発信していた経済部のFacebookには国民から「経済部最強のおじさん（經濟部最強歐吉桑）」、「プロ級のおじさん（PRO級的歐吉桑）」、「董事長の中の董事長（董事長的董事長）」、「防疫おじさん（抗疫歐吉桑）」などと賛意や感謝のコメントが相次いだ。

## 著作
論文
- 『我國產業電子化推動策略之研究』（2001年）[22]
- 『資訊産業供應鏈電子化推動策略之研究』（2005年、陳銘崑との共著）[23]

### 註釈
1. ↑  #著作の節を参照
2. ↑  日本語のおじさんに相当し、中年男性を意味する中国語は通常は『阿伯（拼音: Ā bó）』だが、日本統治時代を経た台湾では音をそのままに漢字をあてた「歐吉桑（拼音: Ōu jí sāng）」や「歐里桑（拼音: Ōu lǐ sāng）」も定着している
3. ↑  財界の経営者陣を束ねるさらに上位のリーダーという意味合い